# Edmund Prys

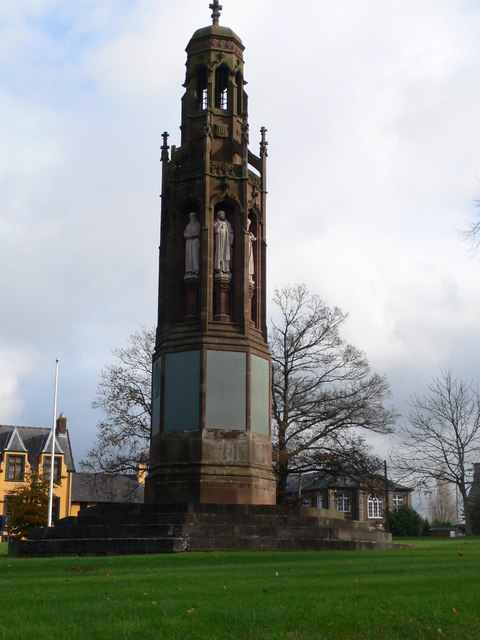
Pomnik tłumaczy walijskich. W środkowej niszy figura Edmunda Prysa trzymającego psałterz

Edmund Prys (ur. po 1541, zm. 1624) – walijski duchowny anglikański, poeta tworzący w języku walijskim i tłumacz Psalmów.

## Życiorys
Edmund (po walijsku Edmwnd) Prys, znany także jako Prise, urodził się na początku lat czterdziestych XVI wieku w Merionethshire. Źródła podają daty 1541 lub 1544. Był synem Siona (Johna) ap Rhys of Tyddyn Du i jego żony Sian (Jane), córki Owaina ap Llywelyn. Kształcił się na Uniwersytecie Cambridge, gdzie w 1565 roku został przyjęty do St John’s College. Bakalaureat uzyskał w 1568, a magisterium w 1571. 23 marca 1567 został diakonem w Conington w hrabstwie Kent. W 1568 roku został księdzem w Ely. Posługę pełnił w wielu miejscach w Walii. Był dwa razy żonaty. Pierwszy raz z Elin, córką Johna ap Lewis of Pengwern, z którą miał dwóch synów, Johna i Roberta, i córkę Jane. Potem ożenił się z kuzynką pierwszej żony, Gwen. Jego dzieci z tego związku to Ffoulk, Morgan i Edmund. Zmarł w 1623 lub 1624 roku.

## Twórczość
Edmund Prys był poetą tworzącym tradycyjne walijskie formy. Używał też jednak wiersza nieregularnego. Zasłynął jako tłumacz Psalmów na język walijski, jednak jego wyłączne autorstwo jest podawane w wątpliwość. Pewne jest, że biskup William Morgan, tłumacz Biblii na język walijski, wymienia go wśród swoich pomocników.
W Cambridge znajduje się tablica upamiętniająca Williama Morgana i Edmunda Prysa. Posąg Edmunda Prysa mieści się w zbiorowym pomniku walijskich tłumaczy (Cofgolofn Cofeb Cyfieithwyr)w Saint Asaph – Llanelwy.

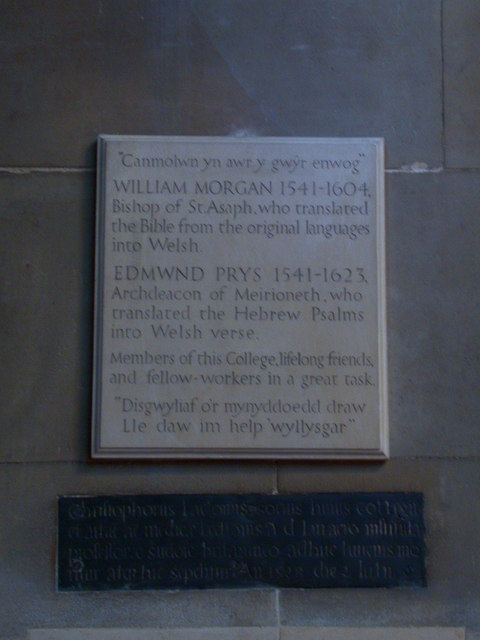
Tablica poświęcona Williamowi Morganowi i Edmund Prysowi w St John’s College w Cambridge